# Перниц
Перниц (нем. Pernitz) — ярмарочная коммуна (нем. Marktgemeinde) в Австрии, в федеральной земле Нижняя Австрия.
Входит в состав округа Винер-Нойштадт. Население составляет 2521 человек (на 31 декабря 2005 года). Занимает площадь 16,59 км². Официальный код — 3 23 23.

## Политическая ситуация
Бургомистр коммуны — Рудольф Постль (АНП) по результатам выборов 2006 года.
Совет представителей коммуны (нем. Gemeinderat) состоит из 21 места.
- СДПА занимает 7 мест.
- АНП занимает 7 мест.
- Партия SBR занимает 4 места.
- Партия LWP занимает 3 места.